# Michael Connelly
Michael Connelly (Filadelfia, Pensilvania, 21 de julio de 1956) es un escritor estadounidense de novelas policiacas, las más conocidas protagonizadas por el detective del Departamento de Policía de Los Ángeles Hieronymus "Harry" Bosch, bautizado a partir del pintor neerlandés Hieronymus Bosch. En 2012 obtuvo el VI Premio RBA de Novela Policiaca por su obra La caja negra (The Black Box), protagonizada por el detective Harry Bosch. También ha recibido el Anthony Award, el Grand Prix Award y el Nero Award, así como el británico Crime Writers’ Association Diamond Dagger.
Sus novelas han sido traducidas a más de 40 idiomas y en 2018 había vendido más de 60 millones de ejemplares en todo el mundo.

## Biografía
Michael Connelly nació en Filadelfia y era el mayor de cinco hijos. Su padre era promotor inmobiliario y su madre una ávida lectora de novela negra, afición que trasladó a su hijo. A mediados de la década de 1960, cuando Michael tenía once años, la familia se trasladó a Fort Lauderdale (Florida). Durante dos años estudió la especialidad de construcción en el campus de Gainesville de la Universidad de Florida porque planeaba seguir la profesión de su padre, aunque sin obtener buenas calificaciones. Un día de 1973 fue a ver la película de Robert Altman The Long Goodbye, basada en una novela de Raymond Chandler. El film le impresionó tanto que comenzó a leer con avidez toda la obra de Chandler y decidió que quería ser escritor de novelas de detectives. Abandonó los estudios de construcción y pasó a estudiar periodismo. En 1980 se graduó y comenzó a trabajar en varios periódicos (el Daytona Beach News Journal, el Fort Lauderdale News y el Sun Sentinel). Uno de sus artículos, escrito en colaboración con otros periodistas, fue nominado para el Premio Pulitzer lo que le valió una oferta de trabajo de Los Angeles Times. Así que él y su esposa, a la que había conocido en la Universidad, se trasladaron a Los Ángeles en 1987.
Durante los años siguientes se ocupó de la sección de crímenes del diario, mientras que continuó escribiendo la que sería su primera novela: The Black Echo (‘El eco negro’) ―tardó nueve años en acabarla―. Se la publicaron en 1992 y ganó el codiciado premio Edgar Award for Best First Novel by the Mystery Writers of America. En ella hizo su aparición por primera vez el que sería el personaje principal de la mayoría de sus novelas: Harry Bosch, un detective de la policía de Los Ángeles, cuyo nombre estaba inspirado en el pintor renacentista holandés El Bosco.
A The Black Echo le siguieron otras tres novelas con Bosch como protagonista (The Black Ice [‘Hielo negro’, 1993], The Concrete Blonde [‘La rubia del hormigón’, 1994] y The Last Coyote [‘El último coyote’, 1995]) y Connelly pudo abandonar su trabajo de periodista para dedicarse a tiempo completo a escribir. En 1994 una anécdota le proporcionó una publicidad gratuita: el presidente de Estados Unidos Bill Clinton, seguido por las cámaras de televisión, entró en una librería de Washington D. C. y compró The Concrete Blonde, confesando que le habían encantado las dos novelas anteriores de Connelly. De hecho la Casa Blanca organizó un breve encuentro entre Clinton y Connelly en el aeropuerto de Los Ángeles.
En 1996 Connelly hizo una incursión en las novelas de suspense con The Poet [‘El poeta’] en la que dio vida a un nuevo personaje, el periodista Jack McEvoy. Aunque regresó a la serie de Bosch con Trunk Music (‘Pasaje al paraíso’, 1997), el siguiente libro fue otro thriller, Blood Work (‘Deuda de sangre’, 1998) protagonizado por el exagente del FBI Terry McCaleb. La historia le gustó al actor y director Clint Eastwood que compró los derechos para hacer una película con el mismo título. Se estrenó en 2002 con Eastwood como McCaleb, pero no entusiasmó a la crítica.
En 2001 Connelly emparejó a los personajes de Bosch y de McCaleb en A Darkness More Than Night (‘Más oscuro que la noche’). Con la siguiente novela, con Bosch como único protagonista, City of Bones (‘Ciudad de huesos’, 2002), Connelly entró por primera vez en la lista de los libros más vendidos de todos los géneros, no sólo en las listas de novela negra que había venido encabezando desde hacía tiempo. En 2004 escribió su primera secuela, The Narrows (‘Cauces de maldad’), al continuar con la historia del despiadado asesino que había aparecido en The Poet. Al año siguiente dio otro giro a su carrera al adentrarse en el género del thriller legal con The Lincoln Lawyer (‘El inocente’, 2005), en el que aparece el personaje del abogado defensor Mickey Haller, que después se descubrirá que es hermanastro de Harry Bosch por parte de padre. De esta novela se hizo una versión cinematográfica con el mismo título con Matthew McConaughey en el papel de Haller.
Poco después Connelly se mudó de Los Ángeles a Florida donde vive en la actualidad. En 2015 comenzó a emitirse la serie de televisión Bosch basada en sus novelas y producida por Amazon Prime. En 2017 publicó The Late Show (‘Sesión nocturna’) que dio inicio a la serie de novelas protagonizadas por la policía de Los Ángeles René Ballard, en las que también interviene un Harry Bosch, ya jubilado y que actúa como su mentor. En 2022 Netflix emitió la primera temporada de la serie El abogado del Lincoln, protagonizada por el personaje de Mickey Haller.

## Obras

### Novelas
Serie Harry Bosch:
1. El eco negro (The Black Echo, 1992), Ediciones B y Roca editorial
2. Hielo negro (The Black Ice, 1993), Ediciones B y Roca editorial
3. La rubia de hormigón (The Concrete Blonde, 1994), Ediciones B y Roca editorial
4. El último coyote (The Last Coyote, 1995), Ediciones B y Roca editorial
5. Pasaje al paraíso (Trunk Music, 1997), Ediciones B y Roca editorial
6. El vuelo del ángel (Angels Flight ,1999), Ediciones B
7. Más oscuro que la noche (A Darkness More Than Night, 2000), con Terry McCaleb, Ediciones B y Roca editorial
8. Ciudad de huesos (City of Bones, 2002), Ediciones B y Roca editorial
9. Luz perdida (Lost Light, 2003), Ediciones B
10. Cauces de maldad (The Narrows, 2004), Ediciones B
11. Último recurso (The Closers, 2005), Ediciones B
12. Echo Park (Echo Park, 2006), Roca editorial
13. El observatorio (The Overlook, 2007), Roca editorial
14. Nueve dragones (9 Dragons, 2009), Roca editorial
15. Cuesta abajo (The Drop, 2011), RBA Serie Negra
16. La caja negra (The Black Box, 2012), RBA Serie Negra, Premio RBA de Novela Policiaca
17. La habitación en llamas (The Burning Room, 2014), AdN Alianza de Novelas, mayo de 2017.
18. Del otro lado (The Crossing, 2015), AdN Alianza de Novelas, octubre de 2016.
19. El lado oscuro del adiós (The Wrong Side of Goodbye, 2016). AdN Alianza de Novelas, octubre de 2017.
20. Las dos caras de la verdad (Two Kinds of Truth, 2017), también aparece Mickey Haller. Adn Alianza de Novelas, mayo de 2019.
21. Noche sagrada (Dark Sacred Night, 2018), con Renée Ballard. Adn Alianza de Novelas, noviembre de 2019.
22. Fuego nocturno (The Night Fire, 2019), con Renée Ballard. Adn Alianza de Novelas, octubre de 2020.
23. Las horas oscuras (The Dark Hours, 2021), con Renée Ballard. Adn Alianza de Novelas, 3 de noviembre de 2022.
24. Estrella del desierto (Desert Star, 2022), con Renée Ballard. Adn Alianza de Novelas, mayo de 2023.
25. La espera (The waiting, 2024), con Renée Ballard. Adn Alianza de Novelas, noviembre de 2024.

Serie Jack McEvoy:
1. El poeta (The Poet, 1996), Ediciones B y Roca editorial.
2. La oscuridad de los sueños (The Scarecrow, 2009), Roca editorial.
3. Advertencia razonable (Fair Warning, 2020)

Serie Terry McCaleb:
1. Deuda de sangre (Blood Work, 1998), Ediciones B y Punto de Lectura.
2. Más oscuro que la noche (A Darkness More Than Night, 2000), con Harry Bosch, Ediciones B y Roca editorial

Serie Mickey Haller:
1. El inocente (The Lincoln Lawyer, 2005), Ediciones B
2. El veredicto (The Brass Verdict, 2008), también aparece Harry Bosch y Jack McEvoy, Roca editorial
3. La revocación (The Reversal, 2010), también aparece Harry Bosch y Rachel Walling, RBA Serie Negra
4. El quinto testigo (The Fifth Witness, 2011), RBA Serie Negra
5. Los dioses de la culpa (The Gods of Guilt, 2013), AdN Alianza de Novelas, junio de 2018.
6. La ley de la inocencia (The Law Of Innocence, 2020), Alianza Editorial, noviembre 2021.
7. El camino de la resurrección (Resurrection walk, 2023), AdN Alianza de Novelas, noviembre 2023 (también aparece Harry Bosch).

Serie Renée Ballard:
1. Sesión nocturna (The Late Show, 2017), Adn Alianza de Novelas.
2. Noche sagrada (Dark Sacred Night, 2018), con Harry Bosch. Adn Alianza de Novelas, noviembre de 2019.
3. Fuego nocturno (The Night Fire, 2019), con Harry Bosch. Adn Alianza de Novelas, octubre de 2020.
4. Las horas oscuras (The Dark Hours, 2021), con Harry Bosch. Adn Alianza de Novelas, 3 de noviembre de 2022.
5. Estrella del Desierto (Desert Star, 2022), con Harry Bosch. Adn Alianza de Novelas, mayo de 2023.
6. La espera (The waiting, 2024), con Harry Bosch. Adn Alianza de Novelas, noviembre de 2024.

Independientes:
- Luna funesta (Void Moon, 2000), Ediciones B y Roca editorial.
- Llamada perdida (Chasing the Dime, 2002), Ediciones B.

### Cuentos
Serie Harry Bosch:
- Colecciones:
  - Suicide Run: Three Harry Bosch Short Stories (Libro electrónico 2011),[7] colección de 3 cuentos:
"Suicide Run", "Cielo Azul", "One Dollar Jackpot"
  - Angle of Investigation: Three Harry Bosch Short Stories (Libro electrónico 2011),[8] colección de 3 cuentos:
"Christmas Even", "Father's Day", "Angle of Investigation"
  - Mulholland Dive: Three Short Stories (Libro electrónico y audio 2012),[9] colección de 3 cuentos:
"Cahoots", "Mulholland Dive", "Two-Bagger"
- No publicados en colecciones:
  - "Blue on Black" (2010)
  - "Blood Washes Off" (2011)
  - "Homicide Special" (2011)
  - "A Fine Mist of Blood" (2012)
  - "Switchblade" (2014)
  - "Red Eye" (2014), coescrito con Dennis Lehane
  - "The Crooked Man" (2014)
  - "Nighthawks" (2016)
  - "The Guardian" (2020)

Serie Mickey Haller:
- "The Perfect Triangle" (2010)
- "Burnt Matches" (2016)

Independientes:
- "After Midnight" (2003)
- "The Safe Man" (2005)[10]
- "The Third Panel" (2017)
- "Avalon" (2021)

### Cuentos infantiles
- "Short Cut" (2009)

### No ficción
- Crónica de sucesos (Crime Beat: A Decade of Covering Cops and Killers, 2004), Ediciones B, selección de 43 artículos periodísticos publicados en South Florida Sun-Sentinel de Fort Lauderdale (entre 1984 y 1987) y Los Angeles Times (entre 1987 y 1992). La obra está estructurada en tres partes (los policías, los asesinos y los casos).

## Adaptaciones
- Deuda de sangre (2002), película dirigida por Clint Eastwood, basada en la novela Deuda de sangre[1][2][3]
- The Lincoln Lawyer (2011), película dirigida por Brad Furman, basada en la novela El inocente[1][2][3]
- Bosch (2014-2021),[6] serie desarrollada por Eric Overmyer, basada en las novelas de la serie Harry Bosch
- Bosch: Legacy (2022-2023), serie desarrollada por Michael Connelly, Tom Bernardo y Eric Overmyer, basada en las novelas de la serie Harry Bosch
- Avalon (2022), serie creada por Michael Connelly y David E. Kelley, basada en el cuento "Avalon"
- The Lincoln Lawyer (2022), serie creada por David E. Kelley, basada en las novelas de la serie Mickey Haller